# Pearl-index
Pearl Index är ett statistiskt mått för att uppskatta olika preventivmedels effektivitet. Metoden har fått sitt namn efter Raymond Pearl som introducerade indexet 1933 och det har varit populärt i över 70 år, till stor del på grund av att det är lätt att räkna ut. 
Pearl Index ges av det statistisk beräknade antalet graviditeter som i medeltal inträffar under ett års tid hos 100 kvinnor som använder metoden. Om till exempel 6 av 100 kvinnor blir gravida under året motsvaras detta av ett Pearl Index på 6. Pearl Index inkluderar vanligen både metod- och användarfelen och är alltså ett mått för typisk användning. Metodfel inträffar när en kondom spricker eller en spiral stöts ut utan att användaren märker det. Användarfel inkluderar missade doser av p-piller eller att hoppa över kondomanvändning. Graden av användarfel blir låg för metoder som inte kräver fasta rutiner, till exempel spiral och p-stav.
Man kan alltså redovisa Pearl index på två sätt:
- Index för typisk användning där man tar hänsyn till användarfel, till exempel missad dos
- Index för perfekt användning där man förutsätter att användaren nyttjar metoden helt korrekt hela tiden

## Pearl Index för populära preventivmetoder
| Preventivmedel                  |                                |                               |
| Metod                           | Pearl Index perfekt användning | Pearl Index typisk användning |
| Ingen metod                     | 85                             | 85                            |
| Manlig sterilisering            | 0,10                           | 0,15                          |
| Kvinnlig sterilisering          | 0,5                            | 0,5                           |
| Hormonspiral (stor)             | 0,2                            | 0,2                           |
| Kopparspiral                    | 0,6                            | 0,8                           |
| Kombinerade p-piller            | 0,3                            | 9                             |
| P-plåster                       | 0,3                            | 9                             |
| P-ring                          | 0,3                            | 9                             |
| P-spruta                        | 0,2                            | 6                             |
| P-stav                          | 0,05                           | 0,05                          |
| Mellanpiller (enbart gestagen)  | 0,3                            | 9                             |
| Minipiller (enbart gestagen)    | 0,3                            | 9                             |
| Minipiller                      | 1,1                            | >9                            |
| Pessar med spermiedödande medel | 6                              | 12                            |
| Enbart spermiedödande medel     | 18                             | 40                            |
| Manlig kondom                   | 2                              | 18                            |
| Avbrutet samlag                 | 4                              | 22                            |

På senare år har hormonfria preventivmetoder som p-datorer baserade på temperatur- eller urinanalyser dykt upp på marknaden. Hormonfria metoder behöver inte utvärderas på samma sätt som preventivmedel eftersom de inte involverar användning av läkemedelssubstanser eller implantat av främmande material i människokroppen. Dessa är därför inte inkluderade i listan ovan.

## Kritik mot metoden
Liksom alla mått på effektivitet hos preventivmedel baserar sig beräkningarna bakom Pearl Index på observationer gjorda på populationer och individuella variationer förekommer. Såsom i alla statistiska sammanhang får man olika värden beroende på vilken population man observerar. Faktorer som kultur, demografi och instruktionstekniken för att lära ut metoden påverkar naturligtvis det beräknade värdet. 